# Arenas de San Juan
Arenas de San Juan er en by og kommune i det sydlige centrale Spanien i provinsen Ciudad Real. Den har et indbyggertal på 1.035 (2024) indbyggere.